# Kjøpmannsfjorden
Kjøpmannsfjorden er en fjord i Kragerø kommune i Vestfold og Telemark  fylke i Norge. Den går mellem øerne Gumøy og Langøy i øst og Bærøy og halvøen Borteid. Fjorden har en længde på lidt over 4 kilometer fra Sauøya i syd til et smalt sund  i nord der går mod øst mod Stavnesfjorden, og videre til Eksefjorden.